# Olivier Giroud
Olivier Giroud (Chambéry, 1986. szeptember 30. –) világbajnok francia válogatott labdarúgó, a Lille játékosa.

## Pályafutása

### Klubcsapatokban
Első profi csapata a  Grenoble Foot 38 volt. 23 mérkőzésen 2 gólt szerzett a csapatban. 2007-ben az FC Istres csapatához igazolt. Egy évvel később az FC Tours játékosa lett. 67 mérkőzésen 36 gólt lőtt. A 2009–2010-es másodosztályú francia bajnokság gólkirálya lett, 21 gólt szerzett a szezonban. 2010-ben a Montpellier Hérault SC csapatába igazolt, ahol 85 mérkőzésen 39 gólt lőtt a francia csapat játékosaként. A 2011–2012-es francia bajnokság gólkirálya lett, 21 gólt szerzett.
2012-ben igazolt az Arsenalhoz, 9.6 millió fontért. Első szezonjában nehezen illeszkedett be, első bajnoki gólját október 6-án szerezte, a West Ham elleni idegenbeli meccsen ő egyenlített, a meccset egyébként csapata nyerte 3–1-re. Egy hónappal ezután november 6-án lőtte első gólját a Bajnokok Ligájában, a Schalke 04 elleni 2–2-es döntetlen alkalmával. A szezon során visszatalált a franciaországi góllövő formájára, és a szezon végén 11 találattal zárt 34 bajnokin. Ezt követően 3 angol labdarúgó-szuperkupát (2014, 2015 és 2017) és három angol labdarúgókupát nyert az Arsenal színeiben. 2017. január 1-jén a skorpió rúgásából gólt szerzett a Crystal Palace ellen, amivel később a Puskás Díjat is elnyerte.
2018. január 31-én a londoni Chelsea csapatához igazolt és 18 hónapos szerződést írt alá a csapatnál. Első gólját az angol labdarúgókupában szerezte a Hull City ellen. 2019-ben az Európa-Liga döntőben gólt szerzett és gólpasszt osztott ki Eden Hazardnak egykori csapata, az Arsenal ellen. Ezt a döntőt a Chelsea nyerte meg 4-1-re. 2020. december 2-án a Bajnokok Ligája legidősebb játékosa lett Puskás Ferencet követően aki 4 gólt szerzett egy csapattal szemben. Ezt a tettet a Sevilla ellen hajtotta végre a csoportkör 5. játéknapján. 2021. február 23-án a legjobb 16 között az Atletico Madrid ellen szerzett egy ollózás alkalmával gólt. Később a csapata megnyerte a Bajnokok Ligája 2020–2021-es kiírását, miután a döntőben legyőzték 1–0-ra az angol bajnok Manchester Cityt.
2021. július 17-én az olasz AC Milan csapata bejelentette, hogy Giroud két éves szerződést írt alá náluk. Első és második gólját a Serie A-ban szerezte, a Cagliari ellen augusztus 29-én. A szezon végén olasz bajnok lett az AC Milannal köszönhetően az utolsó fordulóban szerzett duplájának a Sassuolo ellen.
2024. május 14-én a Los Angeles bejelentette, hogy július 1-től csatlakozik a klubhoz. 2024. augusztus 13-án debütált a San Jose Earthquakes elleni 4–1-es győzelem során a ligakupában. Augusztus 25-én Giroud megszerezte első gólját a klub színeiben a Ligakupa döntőjében a Columbus Crew ellen 3–1-re elvesztett mérkőzésen.
2025. július 1-jén, miután szerződése lejárt vált a Los Angeles FC-nél, egyéves szerződést kötött a Lille csapatával. Újságírói értesülések szerint a megállapodás részletei között szerepel a körülbelül 1,5 millió eurós bruttó éves fizetés és egy további egy évre hosszabbítási opció. Giroud a 9-es mezszámot kapta új klubjában, amelyet a pár nappal korábban a Juventushoz távozó kanadai Jonathan David viselt. Szerződésének aláírása után így nyilatkozott: „Nagyon boldog és izgatott vagyok, hogy visszatérhetek Franciaországba, az otthonomba. Mindig is a Lille-t tartottam a legjobb francia klubnak. Sok korábbi Lille-játékost ismerek, mint például Eden, Yo Cabaye, Debuch', Rio, Ben' Pavard ... Mindannyian nagyszerű emlékeket őrzenek a klubról. A csapatnak nagyszerű szezonja volt a múlt idényben, és az Európa-ligában fog szerepelni az ösztől. Ez egy fiatal és tehetséges csapat, amelynek szüksége van olyan tapasztalt játékosokra, mint én.” 

### A válogatottban
114 alkalommal játszott a válogatottban, melyeken 49 gólt szerzett. Két meccsen játszott a 2012-es lengyel-ukrán közös rendezésű Európa Bajnokságon, ahol gólt nem szerzett. Tagja volt a 2016-os francia labdarúgó-válogatottnak, mely második helyen zárt az Európa Bajnokságon. Giroud 3 gólt szerzett a tornán és bronzcipős lett. Tagja volt a 2018-as francia labdarugó-válogatottnak, amely megnyerte a világbajnokságot.
2021. június 8-án Bulgária ellen előkészületi barátságos mérkőzésén két gólt szerzett.
Bekerült a katari 2022-es labdarúgó-világbajnokságon a francia válogatott keretbe. A november 22-i Ausztrália elleni nyitómérkőzésen két gólt szerzett, és ezzel megdöntötte Thierry Henry 51 gólos franciaországi rekordját.  December 4-én gólt szerzett a Lengyelország elleni a nyolcaddöntőn. 2024. május 16-án bekerült a 2024-es labdarúgó-Európa-bajnokságra utazó 25 fős keretbe.
2024. május 23-án bejelentette, hogy az Európa-bajnokság után visszavonul a francia válogatottból.

## Statisztika

### Klubcsapatokban
2023. június 4-i állapot szerint.
| Csapat           | Szezon           | Bajnokság            | Bajnokság | Bajnokság | Kupa | Kupa  | Ligakupa | Ligakupa | UEFA | UEFA  | Egyéb | Egyéb | Összesen | Összesen |
| Csapat           | Szezon           | Bajnokság            | P.        | Gólok     | P.   | Gólok | P.       | Gólok    | P.   | Gólok | P.    | Gólok | P.       | Gólok    |
| ---------------- | ---------------- | -------------------- | --------- | --------- | ---- | ----- | -------- | -------- | ---- | ----- | ----- | ----- | -------- | -------- |
| Grenoble         | 2005–2006        | Ligue 2              | 6         | 0         | 0    | 0     | 0        | 0        | —    | —     | —     | —     | 6        | 0        |
| Grenoble         | 2006–2007        | Ligue 2              | 17        | 2         | 1    | 0     | 1        | 0        | —    | —     | —     | —     | 19       | 2        |
| Grenoble         | Összesen         | Összesen             | 23        | 2         | 1    | 0     | 1        | 0        | —    | —     | —     | —     | 25       | 2        |
| Istres           | 2007–2008        | Championnat National | 33        | 14        | 0    | 0     | 1        | 0        | —    | —     | —     | —     | 34       | 14       |
| Istres           | Összesen         | Összesen             | 33        | 14        | 0    | 0     | 1        | 0        | —    | —     | —     | —     | 34       | 14       |
| Tours            | 2008–2009        | Ligue 2              | 23        | 9         | 2    | 4     | 1        | 0        | —    | —     | —     | —     | 26       | 13       |
| Tours            | 2009–2010        | Ligue 2              | 38        | 21        | 1    | 0     | 2        | 2        | —    | —     | —     | —     | 41       | 23       |
| Tours            | Összesen         | Összesen             | 61        | 30        | 3    | 4     | 3        | 2        | —    | —     | —     | —     | 67       | 36       |
| Montpellier      | 2010–2011        | Ligue 1              | 37        | 12        | 1    | 0     | 3        | 1        | 2    | 1     | —     | —     | 43       | 14       |
| Montpellier      | 2011–2012        | Ligue 1              | 36        | 21        | 4    | 2     | 2        | 2        | —    | —     | —     | —     | 42       | 25       |
| Montpellier      | Összesen         | Összesen             | 73        | 33        | 5    | 2     | 5        | 3        | 2    | 1     | —     | —     | 85       | 39       |
| Arsenal          | 2012–2013        | Premier League       | 34        | 11        | 4    | 2     | 2        | 2        | 7    | 2     | —     | —     | 47       | 17       |
| Arsenal          | 2013–2014        | Premier League       | 36        | 16        | 5    | 3     | 1        | 0        | 9    | 3     | —     | —     | 51       | 22       |
| Arsenal          | 2014–2015        | Premier League       | 27        | 14        | 5    | 3     | 0        | 0        | 3    | 1     | 1     | 1     | 36       | 19       |
| Arsenal          | 2015–2016        | Premier League       | 38        | 16        | 5    | 3     | 2        | 0        | 7    | 5     | 1     | 0     | 53       | 24       |
| Arsenal          | 2016–2017        | Premier League       | 29        | 12        | 4    | 2     | 1        | 0        | 6    | 2     | —     | —     | 40       | 16       |
| Arsenal          | 2017–2018        | Premier League       | 16        | 4         | 0    | 0     | 3        | 0        | 6    | 3     | 1     | 0     | 26       | 7        |
| Arsenal          | Összesen         | Összesen             | 180       | 73        | 23   | 13    | 9        | 2        | 38   | 16    | 3     | 1     | 253      | 105      |
| Chelsea          | 2017–2018        | Premier League       | 13        | 3         | 4    | 2     | 0        | 0        | 1    | 0     | 0     | 0     | 18       | 5        |
| Chelsea          | 2018–2019        | Premier League       | 27        | 2         | 1    | 0     | 3        | 0        | 14   | 11    | 0     | 0     | 45       | 13       |
| Chelsea          | 2019–2020        | Premier League       | 18        | 8         | 3    | 1     | 0        | 0        | 3    | 0     | 1     | 1     | 25       | 10       |
| Chelsea          | 2020–2021        | Premier League       | 17        | 4         | 4    | 0     | 2        | 1        | 8    | 6     | —     | —     | 31       | 11       |
| Chelsea          | Összesen         | Összesen             | 75        | 17        | 12   | 3     | 5        | 1        | 26   | 17    | 1     | 1     | 119      | 39       |
| AC Milan         | 2021–2022        | Serie A              | 29        | 11        | 4    | 3     | —        | —        | 5    | 0     | —     | —     | 38       | 14       |
| AC Milan         | 2022–2023        | Serie A              | 33        | 13        | 1    | 0     | —        | —        | 12   | 5     | 1     | 0     | 47       | 18       |
| AC Milan         | Összesen         | Összesen             | 62        | 24        | 5    | 3     | 0        | 0        | 17   | 5     | 1     | 0     | 85       | 32       |
| Karrier összesen | Karrier összesen | Karrier összesen     | 506       | 193       | 49   | 25    | 24       | 8        | 83   | 39    | 5     | 2     | 667      | 267      |

### A válogatottban
2023. március 27-én lett utoljára frissítve.
| Nemzet        | Év       | Pályára lépések | Gólok |
| ------------- | -------- | --------------- | ----- |
| Franciaország | 2011     | 2               | 0     |
| Franciaország | 2012     | 12              | 2     |
| Franciaország | 2013     | 12              | 3     |
| Franciaország | 2014     | 9               | 4     |
| Franciaország | 2015     | 10              | 4     |
| Franciaország | 2016     | 14              | 8     |
| Franciaország | 2017     | 10              | 8     |
| Franciaország | 2018     | 18              | 4     |
| Franciaország | 2019     | 10              | 6     |
| Franciaország | 2020     | 8               | 5     |
| Franciaország | 2021     | 5               | 2     |
| Franciaország | 2022     | 10              | 7     |
| Franciaország | 2023     | 2               | 0     |
| Összesen      | Összesen | 122             | 53    |

### Góljai a válogatottban
| #   | Dátum                | Helyszín                                              | Ellenfél         | Gól | Eredmény | Kiírás                                          |
| --- | -------------------- | ----------------------------------------------------- | ---------------- | --- | -------- | ----------------------------------------------- |
| 1.  | 2012. február 29.    | Weserstadion, Bréma, Németország                      | Németország      | 0–1 | 1–2      | Barátságos                                      |
| 2.  | 2012. október 16.    | Vicente Calderón Stadion, Madrid, Spanyolország       | Spanyolország    | 1–1 | 1–1      | 2014-es labdarúgó-világbajnokság-selejtező      |
| 3.  | 2013. március 22.    | Stade de France, Párizs, Franciaország                | Grúzia           | 1–0 | 3–1      | 2014-es labdarúgó-világbajnokság-selejtező      |
| 4.  | 2013. október 11.    | Parc des Princes, Párizs, Franciaország               | Ausztrália       | 2–0 | 6–0      | Barátságos                                      |
| 5.  | 2013. október 11.    | Parc des Princes, Párizs, Franciaország               | Ausztrália       | 3–0 | 6–0      | Barátságos                                      |
| 6.  | 2014. május 27.      | Stade de France, Saint-Denis, Franciaország           | Norvégia         | 2-0 | 4-0      | Barátságos                                      |
| 7.  | 2014. május 27.      | Stade de France, Saint-Denis, Franciaország           | Norvégia         | 4-0 | 4-0      | Barátságos                                      |
| 8.  | 2014. június 8.      | Stade Pierre-Mauroy, Villeneuve-d'Ascq, Franciaország | Jamaica          | 4-0 | 8-0      | Barátságos                                      |
| 9.  | 2014. június 20.     | Itaipava Arena Fonte Nova, Salvador, Brazília         | Svájc            | 1-0 | 5-2      | 2014-es labdarúgó-világbajnokság, csoportkör    |
| 10. | 2015. március 29.    | Stade Geoffroy-Guichard, Saint-Étienne, Franciaország | Dánia            | 2-0 | 2-0      | Barátságos                                      |
| 11. | 2015. október 11.    | Parken Stadion, Koppenhága, Dánia                     | Dánia            | 1-0 | 2-1      | Barátságos                                      |
| 12. | 2015. október 11.    | Parken Stadion, Koppenhága, Dánia                     | Dánia            | 2-0 | 2-1      | Barátságos                                      |
| 13. | 2015. november 13.   | Stade de France, Saint-Denis, Franciaország           | Németország      | 1-0 | 2-0      | Barátságos                                      |
| 14. | 2016. március 25.    | Amsterdam ArenA, Amszterdam, Hollandia                | Hollandia        | 2-0 | 3-2      | Barátságos                                      |
| 15. | 2016. május 30.      | Stade de la Beaujoire, Nantes, Franciaország          | Kamerun          | 2-1 | 3-2      | Barátságos                                      |
| 16. | 2016. június 4.      | Stade Saint-Symphorien, Metz, Franciaország           | Skócia           | 1-0 | 3-0      | Barátságos                                      |
| 17. | 2016. június 4.      | Stade Saint-Symphorien, Metz, Franciaország           | Skócia           | 2-0 | 3-0      | Barátságos                                      |
| 18. | 2016. június 10.     | Stade de France, Saint-Denis, Franciaország           | Románia          | 1-0 | 2-1      | 2016-os labdarúgó Európa-bajnokság, A csoport   |
| 19. | 2016. július 3.      | Stade de France, Saint-Denis, Franciaország           | Izland           | 1-0 | 5-2      | 2016-os labdarúgó Európa-bajnokság, negyeddöntő |
| 20. | 2016. július 3.      | Stade de France, Saint-Denis, Franciaország           | Izland           | 5-1 | 5-2      | 2016-os labdarúgó Európa-bajnokság, negyeddöntő |
| 21. | 2016. szeptember 1.  | San Nicola Stadion, Bari, Olaszország                 | Olaszország      | 2-1 | 3-1      | Barátságos                                      |
| 22. | 2017. március 25.    | Stade Josy Barthel, Luxembourg, Luxemburg             | Luxemburg        | 1-0 | 3-1      | 2018-as labdarúgó-világbajnokság-selejtező      |
| 23  | 2017. március 25.    | Stade Josy Barthel, Luxembourg, Luxemburg             | Luxemburg        | 3-1 | 3-1      | 2018-as labdarúgó-világbajnokság-selejtező      |
| 24. | 2017. június 2.      | Roazhon Park, Rennes, Franciaország                   | Paraguay         | 1-0 | 5-0      | Barátságos                                      |
| 25. | 2017. június 2.      | Roazhon Park, Rennes, Franciaország                   | Paraguay         | 2-0 | 5-0      | Barátságos                                      |
| 26. | 2017. június 2.      | Roazhon Park, Rennes, Franciaország                   | Paraguay         | 3-0 | 5-0      | Barátságos                                      |
| 27. | 2017. június 9.      | Friends Arena, Solna, Svédország                      | Svédország       | 1-0 | 1-2      | 2018-as labdarúgó-világbajnokság-selejtező      |
| 28. | 2017. október 10.    | Stade de France, Saint-Denis, Franciaország           | Fehéroroszország | 2-0 | 2-1      | 2018-as labdarúgó-világbajnokság-selejtező      |
| 29. | 2017. november 10.   | Stade de France, Saint-Denis, Franciaország           | Wales            | 2-0 | 2-0      | Barátságos                                      |
| 30. | 2018. március 23.    | Stade de France, Saint-Denis, Franciaország           | Kolumbia         | 1-0 | 2-3      | Barátságos                                      |
| 31. | 2018. május 28.      | Stade de France, Saint-Denis, Franciaország           | Írország         | 1-0 | 2-0      | Barátságos                                      |
| 32. | 2018. szeptember 9.  | Stade de France, Saint-Denis, Franciaország           | Hollandia        | 2-1 | 2-1      | 2018-19-es UFEA Nemzetek Ligája (A Liga)        |
| 33. | 2018. november 20.   | Stade de France, Saint-Denis, Franciaország           | Uruguay          | 1-0 | 1-0      | Barátságos                                      |
| 34. | 2019. március 22.    | Zimbru Stadion, Chișinău, Moldova                     | Moldova          | 3-0 | 4-1      | 2020-as labdarúgó Európa-bajnokság selejtező    |
| 35. | 2019. március 25.    | Stade de France, Saint-Denis, Franciaország           | Izland           | 2-0 | 4-0      | 2020-as labdarúgó Európa-bajnokság selejtező    |
| 36. | 2019. szeptember 7.  | Stade de France, Saint-Denis, Franciaország           | Albánia          | 2-0 | 4-1      | 2020-as labdarúgó Európa-bajnokság selejtező    |
| 37. | 2019. október 11.    | Laugardalsvöllur, Reykjavík, Izland                   | Izland           | 1-0 | 1-0      | 2020-as labdarúgó Európa-bajnokság selejtező    |
| 38. | 2019. október 14.    | Stade de France, Saint-Denis, Franciaország           | Törökország      | 1-0 | 1-1      | 2020-as labdarúgó Európa-bajnokság selejtező    |
| 39. | 2019. november 14.   | Stade de France, Saint-Denis, Franciaország           | Moldova          | 2-1 | 2-1      | 2020-as labdarúgó Európa-bajnokság selejtező    |
| 40. | 2020. szeptember 8.  | Stade de France, Saint-Denis, Franciaország           | Horvátország     | 4-2 | 4-2      | 2020-21 UEFA Nemzetek Ligája (A Liga)           |
| 41. | 2020. október 7.     | Stade de France, Saint-Denis, Franciaország           | Ukrajna          | 2-0 | 7-1      | Barátságos                                      |
| 42. | 2020. október 7.     | Stade de France, Saint-Denis, Franciaország           | Ukrajna          | 3-0 | 7-1      | Barátságos                                      |
| 43. | 2020. november 17.   | Stade de France, Saint-Denis, Franciaország           | Svédország       | 1-1 | 4-2      | 2020-21 UEFA Nemzetek Ligája (A Liga)           |
| 44. | 2020. november 17.   | Stade de France, Saint-Denis, Franciaország           | Svédország       | 3-1 | 4-2      | 2020-21 UEFA Nemzetek Ligája (A Liga)           |
| 45. | 2021. június 8.      | Stade de France, Saint-Denis, Franciaország           | Bulgária         | 2-0 | 3-0      | Barátságos                                      |
| 46. | 2021. június 8.      | Stade de France, Saint-Denis, Franciaország           | Bulgária         | 3-0 | 3-0      | Barátságos                                      |
| 47. | 2022. március 24.    | Stade Vélodrome, Marseille, Franciaország             | Elefántcsontpart | 1-1 | 2-1      | Barátságos                                      |
| 48. | 2022. március 29.    | Stade Pierre-Mauroy, Villeneuve-d'Ascq, Franciaország | Dél-Afrika       | 2-0 | 5-0      | Barátságos                                      |
| 49. | 2022. szeptember 22. | Stade de France, Saint-Denis, Franciaország           | Ausztria         | 2-0 | 2-0      | 2022–2023-as UEFA Nemzetek Ligája               |
| 50. | 2022. november 22.   | El-Dzsanúb Stadion, Al-Vakra, Katar                   | Ausztrália       | 2-1 | 4-1      | 2022-es labdarúgó-világbajnokság                |
| 51. | 2022. november 22.   | El-Dzsanúb Stadion, Al-Vakra, Katar                   | Ausztrália       | 4-1 | 4-1      | 2022-es labdarúgó-világbajnokság                |

## Sikerei, díjai

### Klub
- Montpellier:
  - Francia bajnok: 2011–2012
- Arsenal:
  - Angol kupa: 2013–2014, 2014–2015, 2016–2017
  - Angol szuperkupa: 2014, 2015, 2017
- Chelsea:
  - Angol kupa: 2017–2018
  - Európa-liga: 2018–2019
  - UEFA-bajnokok ligája: 2020-2021
- AC Milan
  - Olasz bajnok: 2021–2022

### Válogatott
- Franciaország:
  - Világbajnokság: 2018
  - Európa-bajnokság ezüstérmes: 2016

### Egyéni
- Ligue 1 gólkirálya: 2011–12
- Ligue 2 gólkirálya: 2009–10

## Magánélete
Giroud házas, felesége Jennifer Giroud 2011 óta. Lányuk, Jade 2013. június 18-án született. Giroud keresztény vallású, karján egy bibliai idézet van latinul.